# رهاب الدود

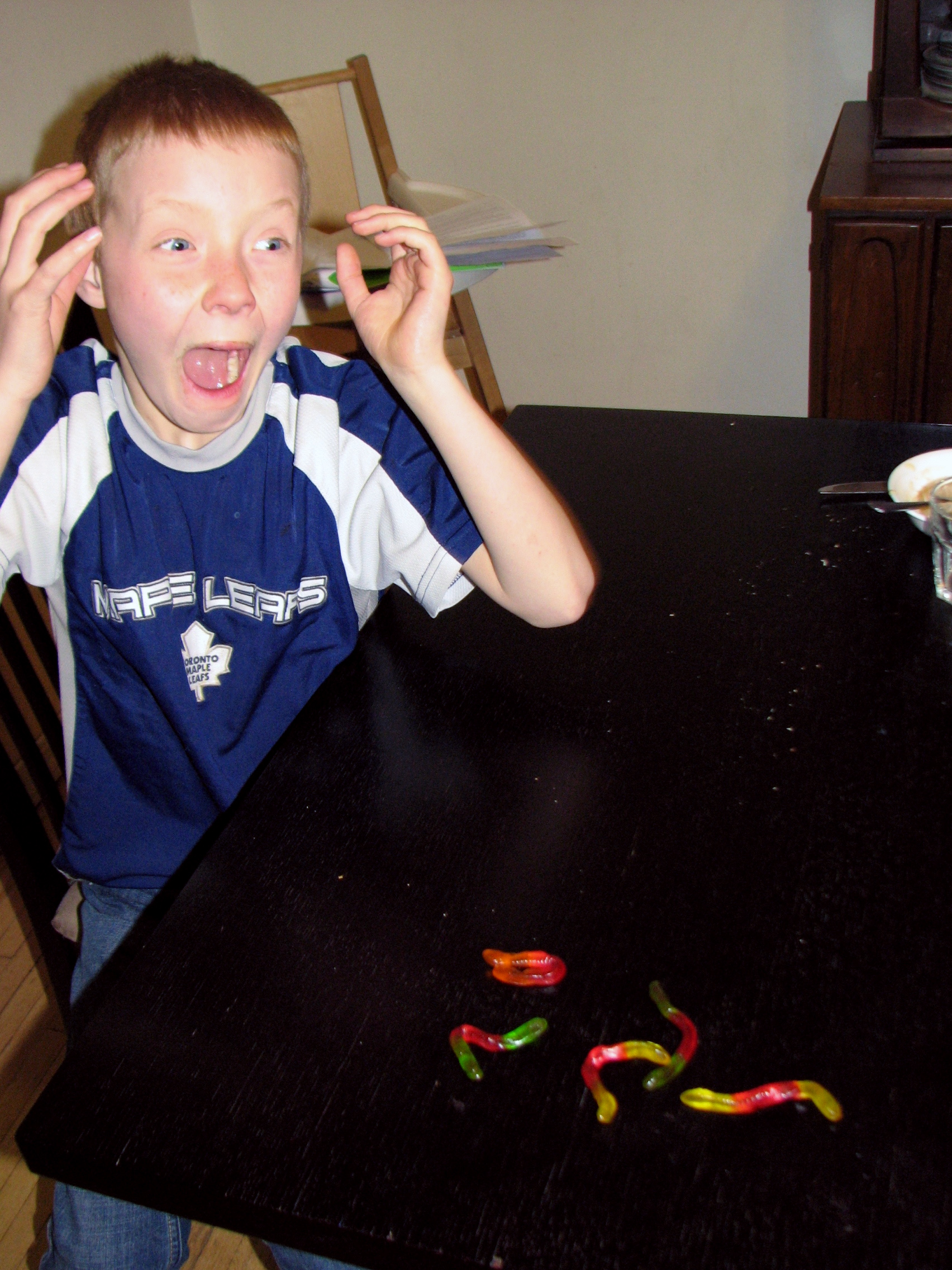

رهاب الدود (بالإنجليزية: Vermiphobia)‏ هو رهاب والخوف من الدود أو من أي شكل يشبه الدود.